# Careoradula perelegans
Careoradula perelegans (лат.) — вид брюхоногих моллюсков, единственный в составе рода Careoradula из семейства Streptaxidae (Orthogibbinae, Eupulmonata). Встречаются на Сейшельских островах (Силуэтт и Mahe Islands). Раковина очень мелкая, высотой около 3 мм. Включён в Красный список IUCN Red List 2009 года.

## Описание
Раковина высотой 1,8—3,7 мм (диаметр 3,6—5,9 мм); вдавленная, тонкая, блестящая, полупрозрачная, стеклоподобная, из 6—8 слегка выпуклых витков. Последний виток отогнут по периферии. Бесцветные (или жёлтые). Эмбриональные завитки гладкие, более поздние витки со слабыми, нерегулярными радиальными морщинками и правильными, широко расставленными, округлыми ребрами; они переходят на нижнюю сторону, где отчетливо выражены S-образные. Апертура полулунная, косая, беззубая, её края утолщены у последнего ребра. Умбиликус широкий, глубокий.
Вид был впервые описан в 1898 году под названием Streptaxis (Imperturbatia) perelegans E. von Martens, 1898. Типовой материал обнаружен на Сейшельских островах. Входит в состав рода Careoradula Gerlach & van Bruggen, 1999 из подсемейства Orthogibbinae (Streptaxidae, Eupulmonata).

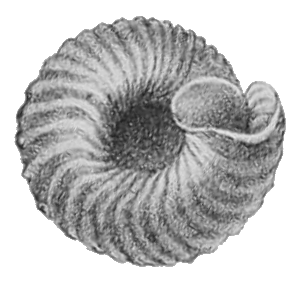
Раковина снизу